# Makvište
Makvište es un pueblo ubicado en la municipalidad de Despotovac, en el distrito de Pomoravlje, Serbia.

## Superficie
Posee una superficie de 7,173 kilómetros cuadrados.

## Demografía
Hasta 2011 la población era de 30 habitantes, con una densidad de población de 4,182 habitantes por kilómetro cuadrado.